# Gazivodasee
Der Gazivodasee (serbisch Jezero Gazivode Jезеро Газиводe, albanisch Liqeni i Gazivodës oder auch Liqeni i Ujëmanit) ist ein Stausee im Lauf des Flusses Ibar. Seinen Namen hat der See von der an ihm gelegenen Ortschaft Gazivode. Durch den See verläuft die Grenze zwischen dem Kosovo und Serbien.

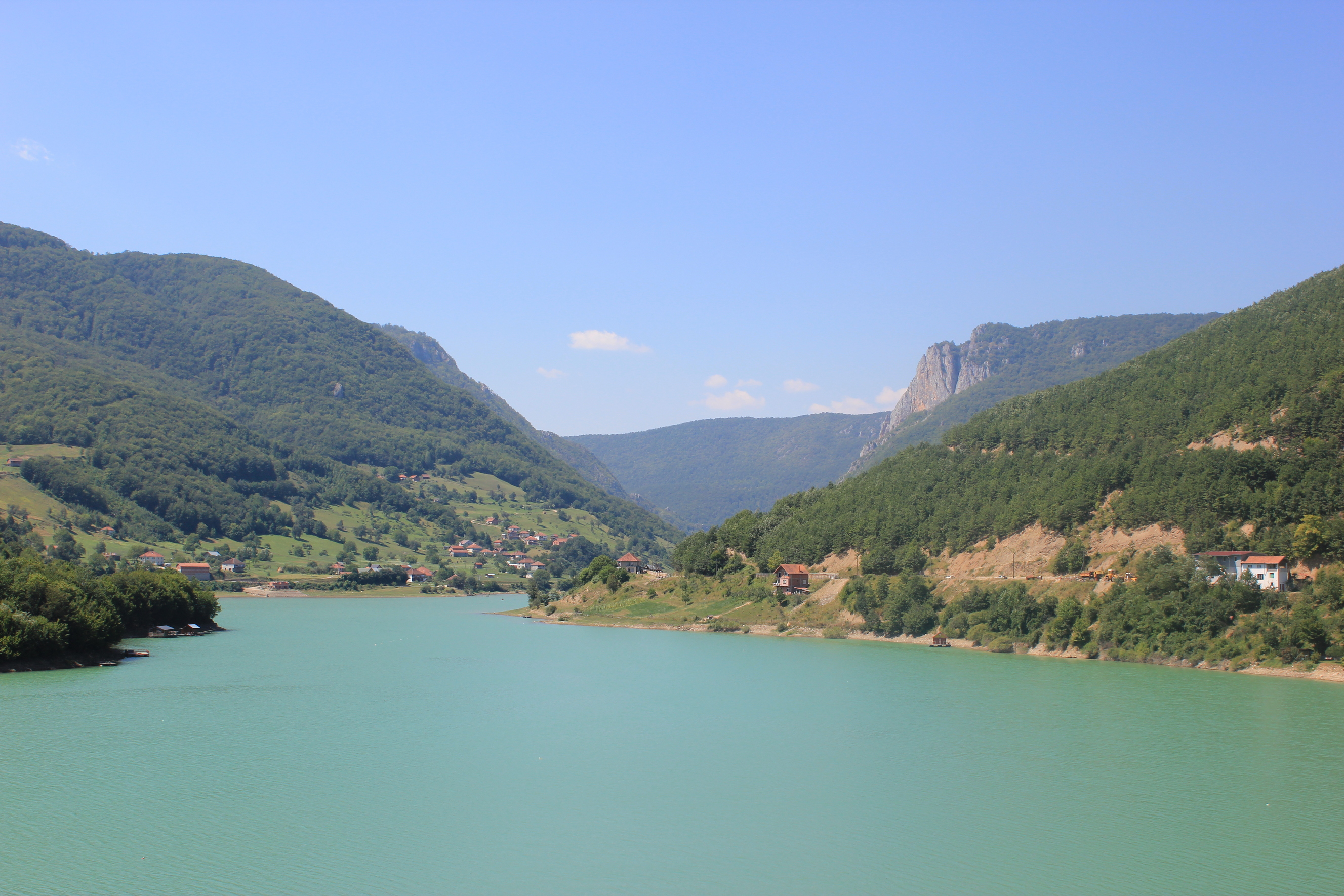
Der Gazivodasee bei Banje

Der See erstreckt sich in der serbischen Gemeinde Tutin und der kosovarischen Gemeinde Zubin Potok. Seine Fläche beträgt 11,9 km². Er liegt auf einer Höhe von 694 m und ist bis zu 105 Meter tief. Der Stausee hat ein durchschnittliches Volumen von 370 Millionen m³. Der See befindet sich zwischen dem Höhenzug Mokra Gora (Teil des Prokletije-Gebirges) im Süden und der Rogozna im Norden.
Der Staudamm wurde in den Jahren 1973 bis 1977 von der in Belgrad ansässigen Firma Hidrotehnika-Hidroenergetika gebaut. Der Damm hat eine Höhe von 108 Metern und eine Breite von 490 Metern und besteht aus 100.000 m³ Beton.
Bevor mit dem Bau begonnen wurde, mussten 230 Einwohner umgesiedelt werden.
Entlang des Nordufers verläuft in Serbien die Magistralstraße 32 (nicht 31), bzw. östlich des Grenzübergangs Brnjak im Kosovo die Magistralstraße M-2. Am Seeufer liegen einige Dörfer, darunter Ribariće, Banje und Rezala. Bei Brnjak, in unmittelbarer Nähe des Grenzüberganges, führt eine Brücke über den See.